# Dunkelstein (Gemeinde Ternitz)
Dunkelstein ist ein Stadtteil und eine Katastralgemeinde der Stadtgemeinde Ternitz im Bezirk Neunkirchen in Niederösterreich.

## Geografie
Der Stadtteil schließt im Nordosten an Ternitz an und wird von der Wiener Neustädter Straße erschlossen. Die gleichnamige Katastralgemeinde, zu der auch der Stadtteil Blindendorf zählt, umfasst die Gebiete östlich der Schwarza und erstreckt sich von Wimpassing im Schwarzatale bis nach Neunkirchen.

## Geschichte
Im Jahr 1822 wurde der Ort als Dorf mit 19 Häusern genannt, das nach Neunkirchen eingepfarrt war, wohin auch die Kinder eingeschult wurden. Die Herrschaft Stixenstein besaß die Ortsobrigkeit und besorgte die Konskription. Die Landgerichtsbarkeit wurde vom Magistrat Wr. Neustadt ausgeübt. Die Untertanen und Grundholde des Ortes gehörten den Herrschaften Stixenstein, Seebenstein, Minoritenkloster Neunkirchen, Pfarre Lichtenwörth und Wr. Neustadt.
Laut Adressbuch von Österreich waren im Jahr 1938 in Dunkelstein ein Binder, ein Fleischer, ein Friseur, fünf Gastwirte, fünf Gemischtwarenhändler, eine Hebamme, ein Konsumverein, ein Maurermeister, ein Müller, ein Schmied, ein Schuster, zwei Trafikanten, ein Tischler, ein Wagner und ein Landwirt mit Direktverkauf ansässig.

## Persönlichkeiten
- Rudolf Wehrl (1903–1965), Bergmann, Textilarbeiter und Politiker, ging hier zur Schule
- Karl Spiehs (1931–2022), österreichischer Filmproduzent